# Ministère de la Protection sociale
Le Ministère de la Protection sociale (espagnol : Ministerio de la Protección Social) était le ministère colombien responsable de la politique nationale et des services sociaux relatifs à l'emploi, la santé et la sécurité sociale en Colombie. Il a été effectif de 2002 à 2011. Il a ensuite été scindé en deux pour former le Ministère de la Santé et de la Protection sociale et le Ministère du Travail.